# Liste der Berge auf La Réunion
Liste der Berge auf La Réunion
| Name                           | Meereshöhe | Foto | Bemerkungen                                                              |
| ------------------------------ | ---------- | ---- | ------------------------------------------------------------------------ |
| Bonnet de Prêtre               | 1.709      |      |                                                                          |
| Cimandef                       | 2.228      |      | Auch Le Cimandef                                                         |
| Demi-Piton                     | 2.395      |      | Teil des Piton de la Fournaise-Massives                                  |
| Grand Bénare                   | 2.898      |      |                                                                          |
| Gros Morne                     | 3.019      |      |                                                                          |
| Gros Morne de Gueule Rouge     | 1.302      |      | Teil des Piton des Neiges-Massives                                       |
| Mazerin                        | 2.092      |      |                                                                          |
| Morne de Fourche               | 2.267      |      |                                                                          |
| Morne de St. François          | 1.181      |      |                                                                          |
| Morne du Bras des Lianes       | 1.341      |      |                                                                          |
| Morne Langevin                 | 2.380      |      | Teil des Piton de la Fournaise-Massives                                  |
| Mornes de L’Étang              | 1.296      |      |                                                                          |
| Nez Coupé de Sainte-Rose       | 2.075      |      |                                                                          |
| Nez Coupé du Tremblet          | 1.913      |      |                                                                          |
| Petit Bénare                   | 2.600      |      |                                                                          |
| Pic des Sables                 | 1.583      |      |                                                                          |
| Piton Argamasse                | 2.095      |      | Teil des Piton de la Fournaise-Massives                                  |
| Piton Armand                   | 535        |      | Auch Piton de Sainte-Anne; Teil des Piton de la Fournaise-Massives       |
| Piton Bé Massoune              | 1.614      |      |                                                                          |
| Piton Bernica                  | 2.156      |      |                                                                          |
| Piton Bleu                     | 1.921      |      |                                                                          |
| Piton Cabris                   | 1.435      |      |                                                                          |
| Piton Carré                    | 1.649      |      |                                                                          |
| Piton Charpentier              | 993        |      |                                                                          |
| Piton Chisny                   | 2.440      |      | Teil des Piton de la Fournaise-Massives                                  |
| Piton d’Anchaing               | 1.356      |      | Auch Piton d’Enchaing genannt                                            |
| Piton dans l’Bout              | 2.002      |      | Auch Piton de Sable genannt; Teil des Piton de la Fournaise-Massives     |
| Piton de Bébour                | 1.473      |      | Auch Piton de Rond genannt                                               |
| Piton de Bert                  | 2.274      |      | Auch Piton de Bois Vert genannt; Teil des Piton de la Fournaise-Massives |
| Piton de Caille                | 2.184      |      |                                                                          |
| Piton de Crac                  | 1.386      |      |                                                                          |
| Piton de Fourche               | 1.614      |      |                                                                          |
| Piton de la Fournaise          | 2.621      |      | Bergmassiv                                                               |
| Piton de la Plaine des Cafres  | 1.639      |      |                                                                          |
| Piton de la Rivière des Roches | 1.074      |      |                                                                          |
| Piton de la Source             | 1.834      |      |                                                                          |
| Piton de L’Eau                 | 1.887      |      |                                                                          |
| Piton de Partage               | 2.361      |      | Auch Piton Sale genannt; Teil des Piton de la Fournaise-Massives         |
| Piton des Cabris               | 1.723      |      |                                                                          |
| Piton des Calumets             | 1.616      |      | Teil des Piton des Neiges-Massives                                       |
| Piton des Feux                 | 2.384      |      | Piton des Feux à Mauzac                                                  |
| Piton des Neiges               | 3.070      |      | Höchster Berg auf La Réunion                                             |
| Piton des Orangers             | 1.944      |      |                                                                          |
| Piton des Songes               | 1.271      |      | Teil des Piton des Neiges-Massives                                       |
| Piton des Trois Mares          | 1.561      |      |                                                                          |
| Piton de Takamaka              | 931        |      |                                                                          |
| Piton de Villers               | 1.712      |      | Teil des Piton de la Fournaise-Massives                                  |
| Piton d’Orange                 | 860        |      |                                                                          |
| Piton Doré                     | 1.297      |      |                                                                          |
| Piton Doret                    | 1.651      |      |                                                                          |
| Piton Fougère                  | 1.467      |      |                                                                          |
| Piton Haüy                     | 2.407      |      | Teil des Piton de la Fournaise-Massives                                  |
| Piton Mare d’Arzule            | 610        |      |                                                                          |
| Piton Marmite                  | 1.877      |      |                                                                          |
| Piton Mavouse                  | 1.680      |      |                                                                          |
| Piton Plaine des Fougères      | 1.800      |      |                                                                          |
| Piton Ravine Marquet           | 1.415      |      |                                                                          |
| Piton Rouge                    | 2.402      |      | Gemeinde Saint-Joseph                                                    |
| Piton Rouge                    | 2.368      |      | Gemeinde Saint-Leu                                                       |
| Piton Sahales                  | 1.565      |      |                                                                          |
| Pitons Plats                   | 1.964      |      |                                                                          |
| Piton Tanan                    | 1.148      |      |                                                                          |
| Piton Textor                   | 2.224      |      | Teil des Piton de la Fournaise-Massives                                  |
| Piton Tortue                   | 1.807      |      |                                                                          |
| Puys Ramond                    | 2.108      |      |                                                                          |
| Roche Écrite                   | 2.276      |      |                                                                          |
| Sommet de l’Entre-Deux         | 2.352      |      |                                                                          |

- Karte mit allen verlinkten Seiten:
- OSM |
- WikiMap